# Herman Rapp
Hermann Rapp (Stoccarda, 6 dicembre 1908 – 1º maggio 1986) è stato un calciatore tedesco naturalizzato statunitense, di ruolo difensore.

## Carriera
Prese parte ai mondiali del 1934 con la Nazionale statunitense.